# Вентспілський порт
Вентспілський вільний порт — глибоководний порт на східному узбережжі  Балтійського моря в місті Вентспілсі, (Латвія). За обсягом перевантажених вантажів є найбільшим портом Латвії і одним з провідних портів в Балтійському морі. Не замерзає цілий рік.
З 1997 року тут діє  спеціальна економічна зона, що дає можливість підприємствам отримати суттєві податкові пільги і створює сприятливі умови для інвестицій .

## Характеристики
У 1998 році було завершено поглиблення акваторії порту до 17,5 м в районі терміналів рідких вантажів, що дозволяє обслуговувати судна типу «Афрамакс» дедвейтом до 150 000 тонн. У терміналів навалювальних та генеральних вантажів максимальна глибина 15,5 м, що дозволяє обслуговувати судна типу «Panamax» дедвейтом до 75 000 тонн.
Загальна площа порту складає 2623,9 га. Тут розташовані різноманітні підприємства портової інфраструктури, торгівлі та промисловості. На портових терміналах обробляються нафтопродукти, сира нафта, рідкі хімічні продукти, вугілля, метал, мінерали, лісоматеріали, зерно, концентрати соків, контейнери та інші вантажі.
З 2000 року порт бере активну участь у розвитку контейнерного та поромного сполучення. Регулярні контейнерні перевезення з Вентспілса до Великої Британії забезпечує  Geest North Sea Line . Завдяки компанії   Scandlines  порт став одним з центрів поромних перевезень між Швецією, Німеччиною та Росією.

### Вантажообіг порту
| Рік                 | 2012  | 2013  | 2014  | 2015  | 2016  | 2017  | 2018  |
| ------------------- | ----- | ----- | ----- | ----- | ----- | ----- | ----- |
| Вантажообіг, тис. т | 30346 | 28766 | 26206 | 22528 | 18815 | 20035 | 20326 |

## Історія

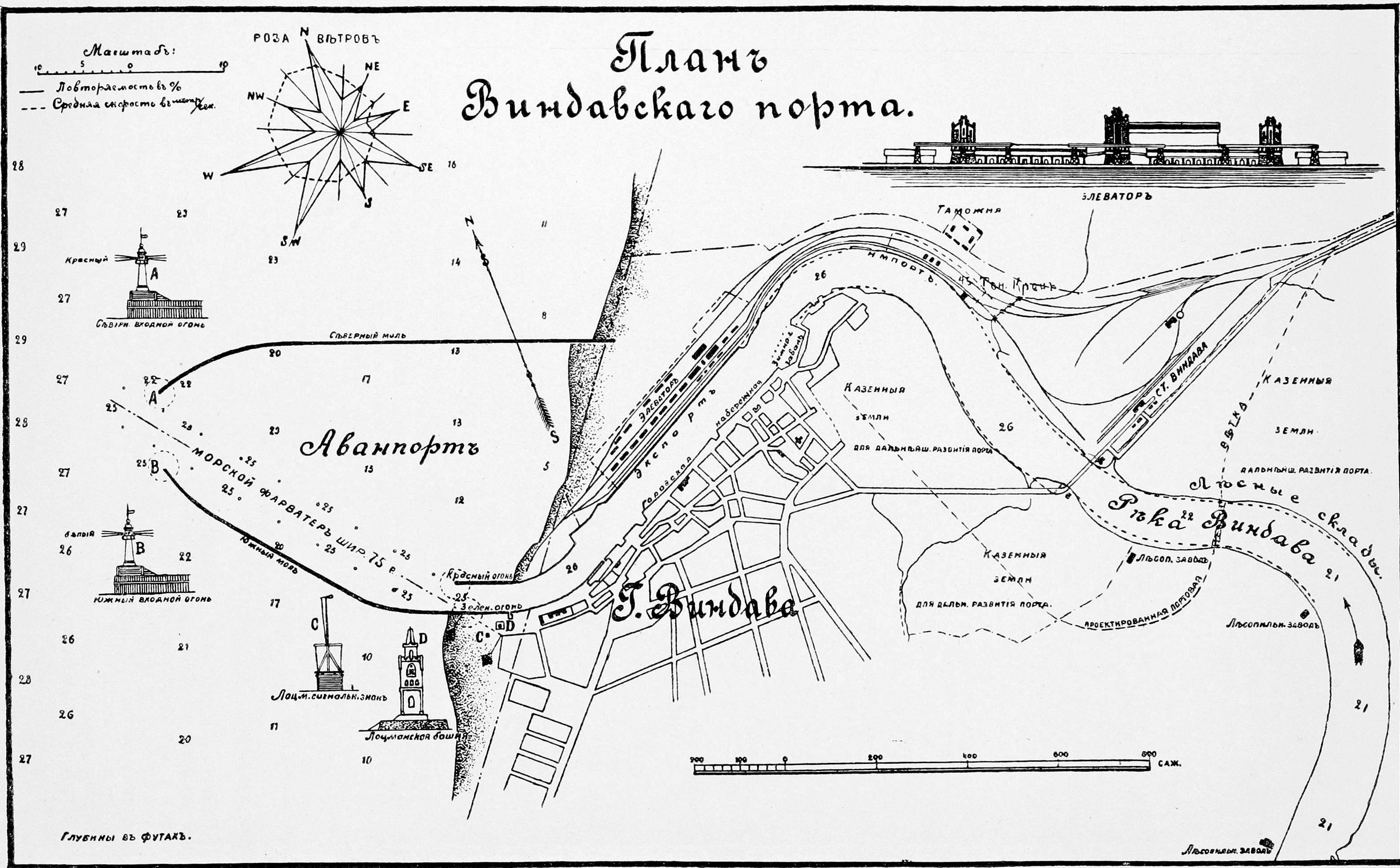
План з статті «Виндава»
(«Военная энциклопедия Сытина»)

Вперше Вентспілський порт згадано в історичних документах в 1263 році, коли тевтонці спорудили фортецю у гирла річки  Венти і побудували примітивний причал для торгових суден . Вентспілс був важливим членом Ганзейського торгового союзу. Свій перший розквіт Вентспілський порт пережив в XVII столітті, коли під керівництвом  герцога Якоба були побудовані на корабельнях і продані в Європі понад 135 кораблів.
Наступний розквіт він пережив наприкінці XIX століття у складі Російської імперії, коли першим з балтійських портів був сполучений залізницею з Москвою і Рибінськом.
В  радянські часи Вентспілс був сполучений нафтопроводами з російськими нафтовидобувними областями і діяв як центр перевантаження нафтопродуктів. Крім того, в Вентспілському порту були побудовані одні з найбільших перевалочних терміналів рідких хімічних речовин, аміаку і калійних солей, налагоджені поромні лінії. В 1960-і роки Вентспілс став важливим транзитним центром .